# Le Secret d'Élise
Le Secret d'Élise est une mini-série télévisée française réalisée par Alexandre Laurent en 2015, d'après le programme américain The Oaks créé par David Schulner, diffusée du 8 février 2016 au 22 février 2016 sur TF1.
Elle a été sélectionnée « Hors compétition » au Festival de la fiction TV de La Rochelle en septembre 2015.

## Synopsis
Julie (Julie de Bona) et Yanis (Samir Boitard), un jeune couple d’aujourd’hui, viennent de s’installer dans une belle maison du sud de la France, dans le village où Yanis a grandi (et connu son premier grand amour...). La jeune femme est sur le point d’accoucher. Est-ce la grossesse qui lui fait entendre de drôles de bruits, sentir une présence, et même voir des traces de petits pieds mouillés ? Et pourquoi Julie a-t-elle l’impression que son compagnon ne lui a pas tout dit sur son passé ?
Nous sommes en 1986, la maison est habitée par une joyeuse famille, un fils ado, une petite fille de huit ans, Valentine... qui se lie d’amitié avec une fille de son âge, Élise. Mais Élise n’existe pas... Valentine voit-elle un fantôme ? Les parents, Françoise (Hélène de Fougerolles) et Philippe Marsy (Bruno Salomone), ne sont pas d’accord sur l’attitude à adopter face au comportement étrange de leur fille...
En 1969, un jeune couple, Ariane (Julia Piaton) et Jean-Pierre Letilleul (Bénabar), vit dans cette même maison, avec les parents de ce dernier. La famille est en deuil : leur petite Élise, neuf ans, s’est noyée dans les marécages, derrière la maison. Les circonstances de cette mort restent inexpliquées et la mère ne se résout pas à croire en la thèse de l’accident...
Trois familles, trois époques, un mystère : pourquoi le fantôme d’Élise d’une main invisible, influence-t-il les destins de ces familles, en remuant les secrets des uns et des autres ?
« Le Secret d’Élise » n’est pas une simple histoire de fantôme, mais une série moderne et émouvante, à la narration originale, sur la famille et le couple.[non neutre]

## Distribution

### 1969
- Bruno Bénabar : Jean-Pierre Letilleul
- Julia Piaton : Ariane Letilleul
- Stéphane Freiss : Raymond Letilleul
- Sophie Mounicot : Suzanne Letilleul
- Armelle Deutsch : Sylvaine Enthoven
- Mathieu Simonet : Alain Godot
- Sidwell Weber : Élise Letilleul
- Anna Hugli : Catherine Enthoven
- Augustin Legrand : Jules Lasserre
- Isaline Ponroy : l'institutrice
- Régis Lux : Christian
- Guillaume Dolmans : Laurent Continot
- Florence Coste : Marie Sévérac
- Andrée Damant : Madame Rambach
- Erwann Valette : le curé
- Christophe Gaultier : le gendarme
- Sophie Chenko : l'employée de mairie
- Julie Méjean : Paulette
- Martine Amisse : Solange

### 1986
- Hélène de Fougerolles : Françoise Marsy
- Bruno Salomone : Philippe Marsy
- Théo Fernandez : Rémi Marsy
- Cassiopée Mayance : Valentine Marsy
- Mehdi Meskar : Yanis Ramza
- Pauline Cheviller : Catherine Enthoven
- Lucie Lucas : Christelle Bordat, l'assistante sociale
- Vanessa Valence : la pédopsychiatre
- Philippe Van den Bergh : le médecin
- Erwann Valette : le curé
- Raphaël Ferret : le gendarme
- Mourad Bouhdiba : le père de Yanis
- Yanzcko Romba : le pompier

### 2015
- Julie de Bona : Julie Ramza
- Samir Boitard : Yanis Ramza
- Valérie Kaprisky : Catherine Enthoven
- Marie-Christine Adam : Ariane Letilleul
- Stéphan Guérin-Tillié : Rémi Marsy
- Jacques Perrin : Alain Godot
- Julie Kpéré : Zoé
- Olivier Cabassut : le conservateur des archives
- Jacques Allaire : le graphologue
- Belinda Portoles : la sage-femme
- Niseema Theillaud : Marie Sévérac (Godot)
- David Marchal : l'urgentiste

## Production

### Développement
Le groupe britannique ITV achète les droits d'adaptation du programme américain The Oaks qui, alors créé par David Schulner et écrite par Stephen Greenhorn pour la chaîne Fox, n'a pu dépasser le pilote ; il développe et produit donc la série intitulée Marchlands (en) comprenant cinq épisodes. La chaîne TF1 ayant reçu ces droits, les scénaristes Elsa Marpeau et Marie Vinoy la réadaptent en français avec la collaboration de Marie Deshaires et Catherine Touzet : Le Secret d’Élise compte 6 épisodes.
La productrice Iris Bucher de chez Quad Télévision s'est associée avec AT-Production / RTBF de la Belgique et confie la réalisation à Alexandre Laurent.

### Tournage
Toutes les scènes de la mini-série ont été tournées dans l'Hérault (excepté la Camargue), d'octobre 2014 à la fin février 2015. La commune la plus concernée est Marseillan ; notamment avec le domaine de la Fadèze (près de l'étang de Thau), où se trouve la maison montrée à travers les trois époques de l'histoire,. Parmi les autres lieux de tournage figurent les communes d'Aigues-Mortes, de Pomérols, de Pinet ainsi que l'hôpital du Grau-du-Roi et le grand site de la Camargue gardoise.

### Fiche technique
- Titre original : Le Secret d'Élise
- Réalisation : Alexandre Laurent
- Scénario : Elsa Marpeau et Marie Vinoy, en collaboration avec Marie Deshaires et Catherine Touzet, d'après The Oaks créé par David Schulner[1]
- Décors : Hervé Gallet[1]
- Photographie : Jean-Philippe Gosselin
- Son : Thomas Guytard et Joseph de Laâge
- Montage : Emmanuel Douce et Jean de Garrigues
- Musique : François Liétout
- Production : Iris Bucher
- Société de production : Quad Drama ; AT-Production / RTBF[1] (coproduction)
- Société de distribution : Twentieth Century Fox
- Diffuseur : TF1 Groupe
- Pays d'origine : France
- Année de production : 2015
- Langue originale : français
- Format : couleur - HD
- Genre : drame
- Durée : 52 minutes
- Dates de diffusion :
  -  France : septembre 2015 (Festival de la fiction TV de La Rochelle) ; à partir du 8 février 2016 sur TF1
  -  Suisse romande : à partir du 19 septembre 2015 sur RTS
  -  Belgique : à partir du 22 septembre 2015 sur La Une (RTBF)

## Épisodes

### Épisode un
- numéro : 1
- diffusion : 8 février 2016 sur TF1
- résumé :  1969, la famille Letilleul, Ariane, Jean-Pierre, Élise et ses grands-parents vivent dans leur maison familiale de Bellerive, mais lorsque Élise est retrouvée noyée dans le marais c'est le drame. En 1986, la famille Marsy emménage dans cette demeure et Philippe et Françoise croient que leur fille Valentine s'invente une copine qu'elle appelle Élise. En 2015, la maison est en travaux et Julie choisit le nom de son bébé. Elle veut l'appeler Élise et son compagnon, Yanis, est ravi. Au même moment, en grattant le papier peint de la chambre de sa future fille, elle découvre une fresque où est inscrit le nom Élise. Ariane Letilleul, l'ancienne propriétaire, revient sur les lieux. Une froide atmosphère plane à Bellerive en 1969, les parents d'Elise sont effondrés, Ariane croit que Catherine Enthoven, la fille de Sylvaine Enthoven, son amie, sait des choses sur la mort d'Élise. En 1986, la "fausse" amie de Valentine devient une obsession et Philippe s'inquiète.

### Épisode deux
- numéro : 2
- diffusion : 8 février 2016 sur TF1
- résumé : En 1969, au petit matin Ariane veut à tout prix questionner Catherine, Catherine décrit un homme muni d'un fusil qui la pourchassait elle et Élise, Ariane s'en va dans le marais et surprend ce fameux homme, il s'appelle Jules Lasserre. En 1986, Philippe et Françoise s'inquiètent pour Valentine et décident de lui faire consulter un psychologue. Rémi, le fils ainé des Marsy a des sentiments pour Catherine mais Yanis, son meilleur ami, est plus rapide que lui. En 2015, Yanis retrouve Catherine qui le bombarde de SMS, Ariane découche chez Julie le temps de trouver les circonstances de la mort de sa fille et en 1969, elle parvient à pénétrer dans le domicile de Jules Lasserre. Elle y reste toute la nuit, persuadée que c'est lui qui a tué sa fille. Jean-Pierre s'inquiète et appelle Sylvaine qui lui ment en lui disant qu'Ariane a dormi chez elle. En 2015, Julie aperçoit Yanis et Catherine ensemble en pleine rue.

### Épisode trois
- numéro : 3
- diffusion : 15 février 2016 sur TF1
- résumé : En 1969, Jean-Pierre est inquiet de la disparition d'Ariane et il alerte les gendarmes, Jules Lasserre est mis en détention mais clame son innocence. Une fois le chasseur arrêté, Ariane l'accuse d'avoir tué sa fille. De plus, elle détient une preuve, le pendentif de sa fille qu'elle a découvert dans la chambre du chasseur. En 1986, Valentine n'a pas d'anomalie à son cerveau et se plaint à <Élise>. Elle lui dit qu'elle voit des médecins à cause d'elle. Son frère Rémi, apprend que Yanis a passé la nuit avec Catherine, il devient vert de jalousie. En 2015, Yanis se rapproche dangereusement de Catherine. Une dispute éclate entre Yanis et Julie, elle n'adresse plus la parole à son compagnon. En 1969, Sylvaine est condamnée en tant que complice de Jules Lasserre qui a fait des révélations à la police, Sylvaine n'est finalement pas coupable.

### Épisode quatre
- numéro : 4
- diffusion : 15 février 2016 sur TF1
- résumé : En 2015, lors de la crémaillère de la maison, Rémi fait une révélation sur Yanis et Catherine à Julie ce qui la bouleverse. Yanis arrive à la maternité, il ne prend sa fille dans ses bras qu'un petit instant car Julie a besoin d'être seule avec sa fille. En 1986, Philippe croit sa fille. Il croit qu'elle n'est pas malade et qu'il s'agit d'un fantôme car il a découvert l'existence d'Élise. Cependant Valentine est suivie à domicile par une assistance sociale. En 2015, c'est avec l'aide de ce même fantôme qu'Ariane se rapproche de la vérité. En 1969, Jules Lasserre est relâché, il est retrouvé pendu à son domicile, les gendarmes ne le pensent pas coupable.

### Épisode cinq
- numéro : 5
- diffusion : 22 février 2016 sur TF1
- résumé : En 2015, après avoir fait un rêve, Ariane retrouve le journal d'Élise. Elle fait une découverte en 1969 et se dispute avec Jean-Pierre. En 1986, le père de Yanis est muté à Brest ; ce dernier veut partir avec Catherine : il va solliciter l'aide de Rémi en passant la nuit dans sa remise. L'assistante sociale s’aperçoit que Rémi boit, Valentine fait des révélations à cette dernière qui croit que Philippe abuse de sa fille, il est emmené au commissariat. En 1969, Jean-Pierre interroge Raymond, son père médecin, sur ses mystérieux rendez-vous du mercredi. Raymond n'a pas le temps de répondre car sa femme Suzanne fait irruption dans le cabinet.

### Épisode six
- numéro : 6
- diffusion : 22 février 2016 sur TF1
- résumé : En 1969, Ariane surprend Raymond, à son bureau,  qui pleure en contemplant la barrette d'Élise. Il lui explique qu'Élise l'a surpris dans son cabinet avec un homme et qu'elle s'est enfuie. En 1986, Philippe est rapidement relâché par la police et l'assistante sociale lui dit que sa fille se suicidera pour tout ce qu'il a fait. En 2015, Ariane montre le journal d'Élise à Julie, elle lui révèle qu'elle est morte il y a longtemps. Ariane retrouve Marie Sévérac, et son mari, le maire de la ville, Alain Godot qui n'est autre que l'ex- compagnon de Raymond avec qui il a pourchassé Élise et qui l'a vu se noyer sans l'aider. Ariane ne va plus porter plainte car Godot s'est suicidé.

| Titre     | Première diffusion en France | Audience en France (en millions) |
| --------- | ---------------------------- | -------------------------------- |
| Épisode 1 | 8 février 2016               | 7 020 000 (25,3 %)               |
| Épisode 2 | 8 février 2016               | 6 700 000 (28,1 %)               |
| Épisode 3 | 15 février 2016              | 7 130 000 (25,9 %)               |
| Épisode 4 | 15 février 2016              | 6 880 000 (28,4 %)               |
| Épisode 5 | 22 février 2016              | 7 040 000 (26,1 %)               |
| Épisode 6 | 22 février 2016              | 6 740 000 (28,9 %)               |
| Moyenne   |                              | 6 920 000 (27,1 %)               |

## Accueil

### Accueil critique
Le Secret d'Élise recueille des avis contrastés quant à sa réalisation mais l'aspect distrayant de cette mini-série permet de dépasser les 6 millions de téléspectateurs à chaque épisode.
- Disséminé entre 1969, 1986 et aujourd'hui, le suspense se dilue au gré d'interprétations indigentes. A cent lieues de Stephen King et des fantasmagories baroques du cinéma d'épouvante italien (Bava, Argento), ce piètre thriller regorge de courts-circuits, de bruits de parquet qui craque et de bourrasques du mistral. Les mines déconfites des acteurs nous font surtout pleurer de rire !  Hélène Rochette, Télérama[6]

- L'hebdomadaire Famille Chrétienne parle d'un feuilleton très distrayant mais note que le réalisateur n'a visiblement jamais rencontré de prêtre catholique: celui qui est présenté fait son signe de croix comme un orthodoxe, parle des "âmes errantes" comme d'une théorie enseignée au séminaire et procède à un exorcisme plus hollywoodien que catholique romain ![7]

### Audiences
La première soirée des deux épisodes du Secret d’Élise réunit, selon Médiamétrie, 6 900 000 téléspectateurs, dont 7 022 000 pour le premier épisode, se plaçant à la première place des audiences, devant la série télévisée islandaise Trapped diffusée sur France 2 vue par 5 045 000 téléspectateurs et l'émission Top Chef sur M6 avec 2 842 000 téléspectateurs.
Selon les chiffres consolidés, publiés par Médiamétrie, l'audience consolidée des deux premiers épisodes (direct + replay 7 jours) est de 8 369 000 téléspectateurs (27 % du public) et 8 181 000 de téléspectateurs (30 %). Cela en fait le programme le plus visionné de l'histoire du replay en France.

## Bande originale

### Sortie numérique
La bande originale du Secret d’Élise, composée par François Liétout, est disponible sur les plateformes numériques musicales (Apple Music/Itunes, Spotify, Deezer) depuis le 1er mars 2016.

## Récompense
- Festival de la fiction TV de La Rochelle 2016 : Prix du meilleur téléfilm de l’année Téléstar & Télé Poche[13]

### Internet
- Le Secret d’Élise, dossier de presse